# Marko Bakić
Marko Bakić, född 1 november 1993, är en montenegrinsk fotbollsspelare som spelar för Royal Excel Mouscron.